# Ludovico Silva
Luis José Silva Michelena (Caracas, 16 de febrero de 1937-Caracas, 4 de diciembre de 1988), más conocido como Ludovico Silva, fue un escritor, ensayista, filósofo y poeta venezolano, estudioso de Karl Marx. Es considerado como uno de los más importantes intelectuales venezolanos del siglo XX.

## Biografía

### Juventud, familia y estudios
Hijo de Héctor Silva Urbano y Josefina Michelena, sus hermanos fueron el sociólogo José Agustín Silva Michelena y el economista Héctor Silva Michelena. Cursó secundaria en el colegio San Ignacio. Viajó a Europa en 1954, donde estudió dos años de filosofía y letras en Madrid; un año de literatura francesa en La Sorbona y un año de filología románica en Alemania. En Madrid, un grupo de estudiantes lo bautizó como Ludovico, apodo que sustituyó su nombre, siendo conocido desde entonces como Ludovico Silva. En 1969 egresó summa cum laude, de la Escuela de Filosofía de la Universidad Central de Venezuela. Fue en esta universidad donde entró en contacto con el también filósofo Juan David García Bacca, el cual influyó en su pensamiento y a quien siempre consideró como su maestro.

### Actividad periodística y literaria
En la década de 1960, año en que regresa de Europa, dirigió y produjo el programa radial La palabra libre. En 1964, recién casado, participó en la agrupación poética Sol cuello cortado, junto a Caupolicán Ovalles, Héctor Silva Michelena y Ernesto Cardenal. Entre 1964 y 1968 fue secretario general del Ateneo de Caracas, donde participó en la fundación de la revista Papeles, de la cual fue miembro del comité de redacción. Colaboró en el periódico de tendencia marxista Clarín y en la revista literaria Cal, dirigida por Guillermo Meneses. Juntó con Miguel Otero Silva fundó la revista cultural Lamigal. En la década de 1980 mantuvo una columna en el diario El Nacional, titulada «Belvedere».

### Actividad docente y filosófica
Desde 1970 ejerció la docencia en la Escuela de Filosofía de la Universidad Central de Venezuela, actividad que compartió con la creación poética y la reflexión filosófica. En su obra filosófica sostuvo que las ciencias eran la materia prima de la filosofía, aunque el terreno propio de la misma era la lógica, esta última en tanto instrumento u organon. La filosofía no debía centrarse en preguntas sobre el ser, sino ocuparse de los entes. De esta manera, declaró la inutilidad de toda pretensión por explicar el universo en su totalidad mediante sistemas filosóficos cerrados.
Se dedicó al estudio de los entes sociales, con una orientación marxista que interpreta lo que ocurre históricamente a los seres particulares. Esto le condujo a sostener una concepción contra la verdad universal, proponiendo cambiarla por la observación de verdades particulares, o lo que cada uno ve como hombre particular.
En lugar de repetir o parafrasear a los grandes filósofos, de lo que se trata es de transformarlos, superarlos para adecuarlos a las nuevas realidades sociales. Dentro de esta posición transformadora y superadora, se dio a la tarea de redactar un diccionario del marxismo heterodoxo, tratando de mostrar la actualidad y vigencia de conceptos marxistas, a través de la aplicación de tales categorías a la realidad latinoamericana; conceptos tales como dialéctica, materialismo dialéctico, alienación o ideología.
Según su interpretación, la dialéctica de Marx no era más que un método para la presentación de los hechos históricos según su dinámica estructural. Respecto al materialismo dialéctico, rechazó la idea de concebirlo como un sistema filosófico. En lo que atañe a la alienación, negó que fuese un factor antropológico; es decir, esencial a la naturaleza humana y propuso verla como un fenómeno histórico. Al ocuparse del concepto de ideología trazó una detallada historia del vocablo llegando a la conclusión de que la ideología es un sistema de valores, creencias y representaciones que generan las sociedades con relaciones de explotación; tales sociedades, con el objeto de justificar esa explotación, la consagran en la mente de los hombres como algo natural e inevitable, como algo esencial. Por el contrario, consideró lo ideológico como algo determinado por la estructura social, pero no mecánicamente, sino dialécticamente, lo que involucra su carácter reversible y cambiante.
Por otra parte, abogó por una estrecha unión entre la filosofía y la literatura, y por superar la falsa dicotomía según la cual el literato se dedica al ser concreto y particular, mientras que el filósofo se compromete con lo abstracto y lo general.

### Fallecimiento y legado
El consumo excesivo de alcohol hizo que su cerebro se viera afectado por el exceso de amonio, y en 1986 fue internado en una institución mental durante 33 días. Murió en Caracas el 4 de diciembre de 1988.
Algunas de sus obras han sido traducidas al italiano y al alemán. El 1 de mayo de 1996 se estableció la Fundación Ludovico Silva, presidida por su hermano Héctor Silva Michelena, la cual tiene como objetivo la difusión de las manifestaciones culturales venezolanas y latinoamericanas, y la proyección del pensamiento y obra del filósofo y poeta.

## Su visión de la teoría marxista

### Contra el «manualerismo» y el dogmatismo
Ludovico Silva representa para Venezuela lo que José Carlos Mariátegui para el Perú; es decir, que probablemente es el autor marxista más respetado y que más contribuyó con el desarrollo teórico del marxismo en los años 60 y 70 en ese país. Ludovico tenía una visión distinta acerca de Marx en referencia a la escuela soviética (Academia de las Ciencias de la URSS) y de la escuela marxista estructuralista francesa liderada, entre otros, por Louis Althusser.
Para él no existía prueba alguna de que Marx teorizara el llamado materialismo dialéctico. Para Ludovico Silva esta herencia teórico epistémica del marxismo soviético proviene de las especulaciones clasificatorias de las interpretaciones de Gueorgui Plejánov acerca del pensamiento de Marx. Se opuso al dogmatismo y la ortodoxia y al llamado «manualerismo» impuesto por la Academia de las Ciencias de la URSS a los militantes de los partidos comunistas alineados a Moscú.
Sin embargo, Ludovico no estaba en contra de los manuales en sí, sino del modo de escribir «manualesco». Por ello, defiende que «hay que escribir libremente» y que «un buen manual es aquel que incita a leer a Marx».
En este orden de ideas, Ludovico consideraba que había una «nueva Iglesia» que era el marxismo ortodoxo, el cual había convertido los principios revolucionarios del marxismo en dogmas o principios de fe. Además, Ludovico defendía que los conceptos de Marx debían verse como «dinámicos y no estáticos», y que «[a]llí está el secreto de la dialéctica como forma dinámica de comprender la historia, y no esa dialéctica “materialista” que nos transmiten los manuales». De esta manera, afirmaba que «el marxismo vivo no consiste en “aplicar a Marx” como quien aplica un cartabón o un molde», sino que «consiste en asimilar y continuar críticamente su concepto de la historia y su análisis del capitalismo». En este sentido, Ludovico aseguraba sobre Marx lo siguiente:

Paradójicamente, la misión más elevada del pensamiento de Marx es semejante a la misión más elevada del proletariado: la de negarse a sí mismo.
Ludovico Silva

Según Silva, la dialéctica marxista no era más que un método para la interpretación de los hechos históricos según su dinámica estructural. Respecto al materialismo dialéctico rechazó siempre la idea de concebirlo como una teoría filosófica que explicara la realidad físico-natural, criticando con ello a Friedrich Engels y su dialéctica de la naturaleza. Para Ludovico Silva el método de Marx solo era aplicable a la realidad histórico-social, entendiendo entonces el nombre adecuado para este como método dialéctico.

### Ideología y alienación
Dice Ludovico Silva que deben tomarse en cuenta, para comprender lo fundamental de toda ideología, los aspectos no conscientes de la misma, dejando, como hacía Marx, la conciencia para cosas contrapuestas a la ideología, como la teoría y ciencia; pero esto le llevó a calificar de contradictorias y absurdas, desde el punto de vista de Marx, expresiones leninistas tales como «ideología revolucionaria», o «el marxismo como la ideología de la clase obrera».
Para Ludovico en realidad «toda ideología tiene como función social la de ocultar en las cabezas de los hombres una situación objetiva de desigualdad social que existe en la estructura socioeconómica» y que es «el sustento espiritual del sistema».
Con respecto a la alienación, siempre negó que fuese un factor antropológico, es decir, esencial con la condición humana por naturaleza y propuso verla como un fenómeno histórico. Cuando se ocupó del concepto de ideología, delineó una detallada historia de ese vocablo concluyendo que la ideología era un sistema de valores, creencias y representaciones que generan las sociedades con relación a la explotación; esas sociedades, con el objeto de justificar esa explotación, la consagran en la mente de los hombres como algo natural e inevitable, como muy esencial. Siempre consideró lo ideológico como algo determinado por la estructura social de cada país, a la que no se le puede aplicar mecánicamente, sino dialécticamente, lo que implica su carácter reversible y cambiante.
Silva abogó siempre por la estrecha relación entre la filosofía y la literatura, para los proyectos políticos, y por superar la falsa dicotomía según la cual el literato se dedica a ser concreto y particular, mientras que el filósofo se compromete con lo abstracto y lo general. Por eso en 1976 escribió el Anti-manual, para no caer en el dogmatismo academicista y copiar modelos de otros países, los cuales presintió que fracasarían.

### Humanismo marxista
De acuerdo con Ludovico, el humanismo es clave en el socialismo marxista. Para él, en las sociedades capitalistas el humanismo es artificial «porque no alcanza a todos los individuos humanos, sino tan sólo a grupos privilegiados»; pero Ludovico defendió que en las sociedades que afirmaban estar en transición al socialismo también carecían de humanismo porque partían de un principio colectivista según el cual se había que eliminar la individualidad por ser un «residuo “burgués”». Sin embargo, para Ludovico el humanismo marxista en realidad se trata de vencer la alienación de ambos tipos de sociedades a través «del "desarrollo universal'' (allseitige Entwicklung) de los individuos como la única manera de superar la allseitige Entausserung o "alienación universal"».
En este sentido, Ludovico señala que en una sociedad que construye el socialismo deberá «disponer de un tiempo libre o de ocio lo suficientemente grande» para el desarrollo integral de los individuos, en el cual se encontraría la «solución técnica, como dice [Ernest] Mandel, para la extinción progresiva del Estado».

### La filosofía marxista adecuada al contexto
En su obra filosófica mantuvo la tesis de que las ciencias eran la materia prima de la filosofía, aunque el terreno propio de la misma era la lógica. Asimismo, sostuvo que la filosofía no debía centrarse en preguntas sobre el ser sino que debería ocuparse de los entes. De esta manera, explicó la inutilidad de toda pretensión por explicar el universo en su totalidad mediante sistemas filosóficos cerrados.
Como pilar fundamental de sus reflexiones se ubicaron los entes sociales, los cuales abordó con una orientación marxista que interpretaba lo que ocurría históricamente a los seres particulares. Esto lo condujo a sostener una concepción contra la verdad universal, proponiendo cambiarla por la observación de verdades particulares, o lo que cada uno ve como hombre particular. Según Ludovico Silva, en lugar de parafrasear a los grandes filósofos, de lo que se trata es de transformarlos, superarlos y adecuarlos a las realidades sociales. Por lo tanto, dentro de esta posición transformadora y superadora, redactó un diccionario del marxismo heterodoxo, tratando de mostrar en forma actualizada y vigente los conceptos marxistas, a través de la aplicación de esas categorías a la realidad latinoamericana y caribeña; conceptos como la dialéctica, materialismo dialéctico, ideología o alienación.

### Sobre el Estado en la sociedad socialista
Según Ludovico, la concepción leninista del Estado terminó fortaleciendo esta institución, cuando realmente la idea de Marx era que «el Estado debía tender a su desaparición, en una sociedad socialista».
En este sentido, Ludovico Silva afirma que:

El Estado socialista autoritario partió de una desconfianza hacia sí mismo y hacia el socialismo como idea; nunca ha creído realmente que el pueblo lo aceptará de modo libre, democrático y consciente.
Ludovico Silva

Sin embargo, para Ludovico el Estado tiene que aportar «modestamente» de los recursos materiales, permitiendo así la «libertad de creación», ya que para él «un Estado verdaderamente socialista tiene que ser un simple instrumento pasajero, algo que tiende a su desaparición progresiva». No obstante, Ludovico señala que a pesar de que el marxismo comparte con el anarquismo la eliminación del Estado, «en su táctica juzga imposible tal supresión de un modo inmediato y apresurado», como defienden algunos anarquistas como Mijaíl Bakunin.
Por otra parte, Ludovico aclara que dentro de la teoría marxista el Estado «se define por su contenido de clase» y que desaparecería con la extinción de las mismas clases sociales. Sin embargo, mientras ocurre esto habría de desarrollarse una fase de transición caracterizada por el dominio de la dictadura del proletariado, que «también tendrá que agotarse» ya que solamente se trata de una dictadura de clase que se contrapone a la previa dictadura de la burguesía. Entonces, Ludovico concluye que «[l]a autogestión de todas las fuerzas sociales deberá reemplazar al Estado».

### El socialismo y el mercado
Para Ludovico Silva, Marx defendía que para lograr el socialismo sería necesario pasar por una etapa de «liberalización económica» donde solo sería posible superar el capitalismo «asimilándolo». Según Silva, Marx pensaba que esta etapa de transición sería más corta, pero los hechos han demostrado que la resiliencia del capitalismo haría que esta transición fuese todavía más larga de lo esperado.
Sin embargo, esta opinión de Ludovico contrasta con posiciones que defendía anteriormente como la siguiente:

Persisten [en la Unión Soviética] la producción mercantil y la economía mercantil y monetaria, pese a los vanos forcejeos teóricos de algunos comunistas afincados en la idea de que esa forma de producción puede subsistir en el socialismo (teorías que han prosperado, sobre todo, en Yugoeslavia, pero que tienen validez para la Unión Soviética).

## Aportes a la teoría educativo-pedagógica
En su obra filosófica, Ludovico Silva sostuvo que las ciencias eran la materia prima de la filosofía y pedagogía, aunque el terreno propio era la lógica. Así, como la filosofía no debería centrarse en preguntas sobre el ser, la pedagogía pretendía explicar el universo docente en un orden cerrado, para así tener la oportunidad de explicar lo concerniente a los seres particulares.
La pedagogía constituye un fenómeno histórico porque nos revela valores, creencias y representaciones que generan las sociedades. Siempre estuvo en guerra contra el dogmatismo. Estudió el auge de los movimientos sociales en Latinoamérica y desafía el paradigma capitalista, donde los líderes del Estado deben construir una alternativa de poder, donde se incluya a los excluidos. Fue considerado como uno de los intelectuales más importantes en Venezuela, dedicó su vida a la reflexión filosófica. La literatura y el ejercicio de la docencia, manifiestan que tanto la burguesía como el proletariado llegarán a la igualación social universal, bajo el principio comunista «de cada cual según sus capacidades, a cada cual según sus necesidades». Para él, la pedagogía es el instrumento fundamental para lograr el desarrollo multilateral del individuo, teniendo como base las coordenadas de consumo y ganancia. Como analista, una vez expresó que «la sociedad es una inmensa soledad gregaria, donde todos son ciudadanos y niños en edad prescolar».
La escuela –solía decir– le permite al pueblo ganar autoestima, dignidad y sobre todo esperanza por un porvenir que lo subyuga por una diversidad que lo subyuga y vivifica.
La pedagogía recolecta el material de estudio, los datos empíricos y se establece una organización del mismo, según una orden dada principalmente histórica. Esto es una necesidad a lo interno de nuestras luchas populares, organizar los elementos de estudio en torno a problemáticas históricas.
Como parte central de sus reflexiones, señaló que los entes sociales deben saber interpretar lo que ocurría históricamente a los seres particulares. El proceso de enseñanza-aprendizaje se encuentra signado por dos funciones, una referencial y la otra emotiva.
La pedagogía debe ser el instrumento temático para conformar la estructura política y generar criterios antagónicos para llegar a una sola realidad, donde el educando se constituya en la figura central, porque la escuela va a cumplir expresamente una función socializadora.

## Algunos de sus poemarios
- Tenebra (México, 1964)
- Boom! (Caracas, 1965)
- In vino veritas (Caracas, 1977)
- Cuaderno de la noche (Caracas, 1979)
- Piedras y campanas (1979)
- Crucifixión del vino (1996, póstumo)

## Ensayos
- La plusvalía ideológica (Caracas, 1970; UCV)
- Sobre el socialismo y los intelectuales (Caracas, 1970)
- Teoría y práctica de la ideología (México, 1971; Nuestro Tiempo)
- El estilo literario de Marx (México, 1971; Siglo XXI)
- Vicente Gerbasi y la modernidad poética (Universidad de Carabobo, 1974)
- Marx y la alienación (Caracas, 1974; Monte Ávila Editores)
- Anti-manual para uso de marxistas, marxólogos y marxianos (Caracas, 1975; Monte Ávila Editores)
- De lo uno a lo otro (Caracas, 1976; UCV)
- Contracultura (ed. Vadell Hermanos, Valencia,1980)
- Filosofía de la ociosidad (Caracas, 1987; UCV)
- En busca del Socialismo perdido (Caracas,1988)